# Club Deportivo Huachipato
Club Deportivo Huachipato este un club de fotbal din Talcahuano, Chile, care în prezent evoluează în Campeonato Nacional.
A fost fondat la data de 7 iunie 1947.

## Palmares
- Primera División (3): 1974, 2012-C, 2023
- Segunda División (1): 1966
- Copa Apertura Segunda División (2): 1979, 1983

## Antrenori
| - José Luis Boffi (1954–56) - Amadeo Silva (1962) - Luis Vera (1966) - Andrés Prieto (1969–70) - Caupolican Peña (1971) - Pedro Morales (1974) - Miguel Ángel Ruiz (1975) - Armando Tobar (1975) - Salvador Biondi (1976) - Alberto Fouilloux (1977–78) - Armando Tobar (1978) | - Francisco Hormazábal (1983) - Luis Ibarra (1984) - Luis Vera (1985) - Antonio Vargas (1985–86) - Luis Vera (1986–87) - Nelson Gatica (1987) - Manfredo Gonzalez (1987–90) - Germán Cornejo (1991) - Manuel Keosseián (1 iulie 1992–30 iunie 1993) - Rolando García (1994) - Jorge Solari (2000) | - Oscar Garré (1 iulie 2001–Dec 29, 2003) - Arturo Salah (1 iulie 2004–30 iunie 2007) - Antonio Zaracho (2007–08) - Fernando Vergara (1 martie 2008–Sept 12, 2009) - Pedro García Barros (2009) - Arturo Salah (Nov 21, 2009–Sept 1, 2011) - Alejandro Padilla (2011) - Jorge Pellicer (Sept 12, 2011–Dec 3, 2013) - Mario Salas (Dec 12, 2013–14) - Hugo Vilches (201?–) |